# Péninsule
Ne doit pas être confondu avec Presqu'île.
« Peninsula » redirige ici.  Pour le film coréen, voir Peninsula (film).

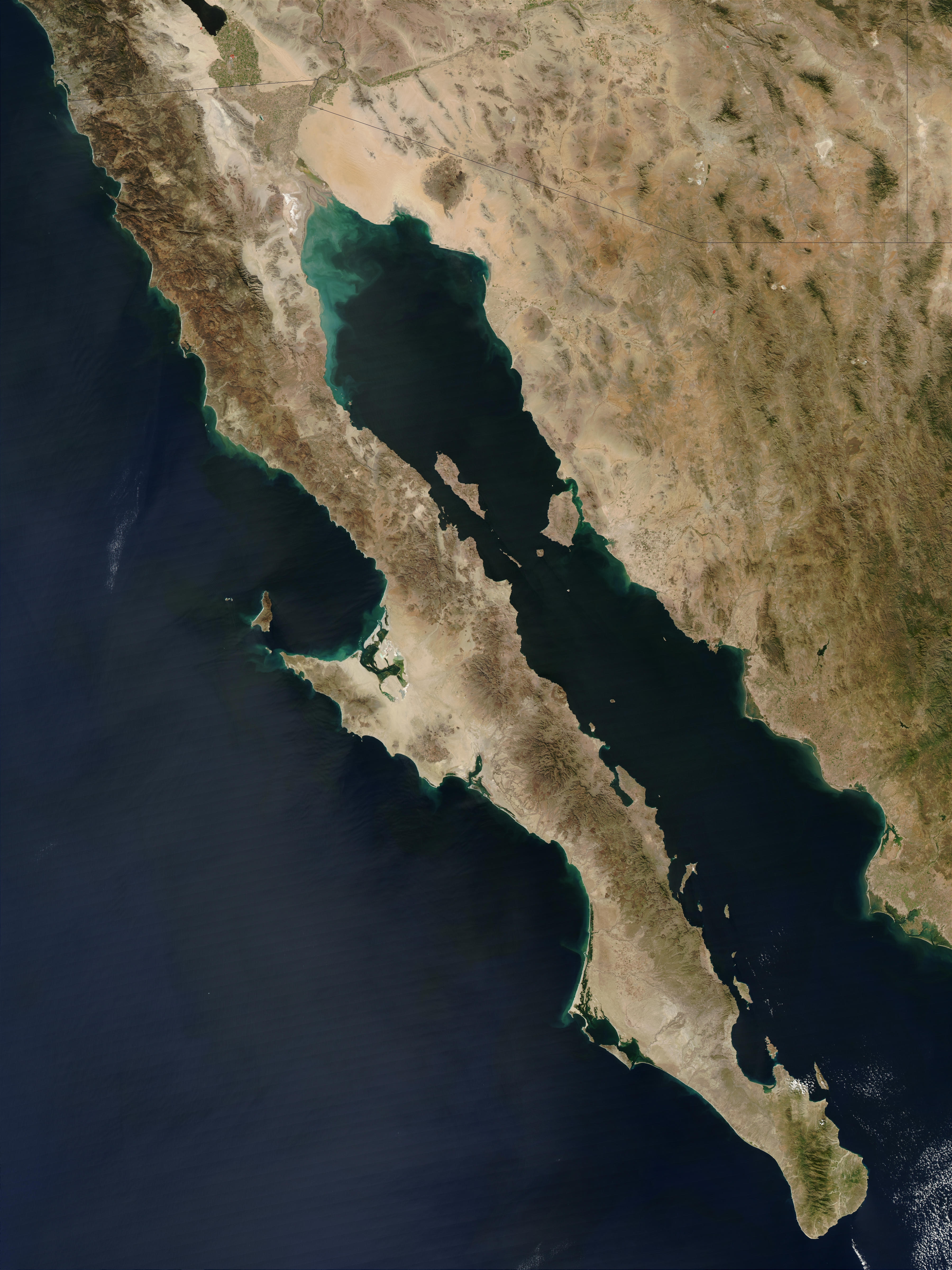
Image satellite de la péninsule de Basse-Californie.

Une péninsule (du latin paeninsula, paene signifiant « presque » et insula « île ») est une partie de terres émergées rattachée à une masse continentale par un de ses côtés. Elle se distingue d'une presqu'île par sa taille supérieure, ou par l’absence d’isthme.

## Quelques péninsules

### Afrique
- Péninsule d'Almina
- Péninsule de Bakassi
- Péninsule du Cap
- Ras Nouadhibou (Cap Blanc)
- Cap Bon
- Péninsule de Buri
- Corne de l'Afrique
- Sinaï

### Antarctique
- Péninsule Antarctique
- Péninsule Arctowski
- Péninsule Bonaparte
- Péninsule Martin
- Terre du Roi-Édouard-VII
- Péninsule Schmidt

### Amériques
- Péninsule Acadienne
- Péninsule Adelaide
- Péninsule Aspotogan
- Péninsule d'Avalon
- Péninsule de Basse-Californie
- Péninsule Baie Verte
- Péninsule Boothia
- Péninsule Bruce
- Péninsule Burrard
- Péninsule El Páramo
- Péninsule de Floride
- Péninsule Gaspésienne
- Péninsule de Guajira
- Péninsule de Guanahacabibes
- Péninsule Hardy
- Péninsule du Labrador
- Michigan - composé de deux péninsules (supérieure et inférieure)
- Péninsule de Paracas
- Péninsule d'Ungava
- Péninsule Ushuaïa
- Péninsule du Yucatán

### Asie

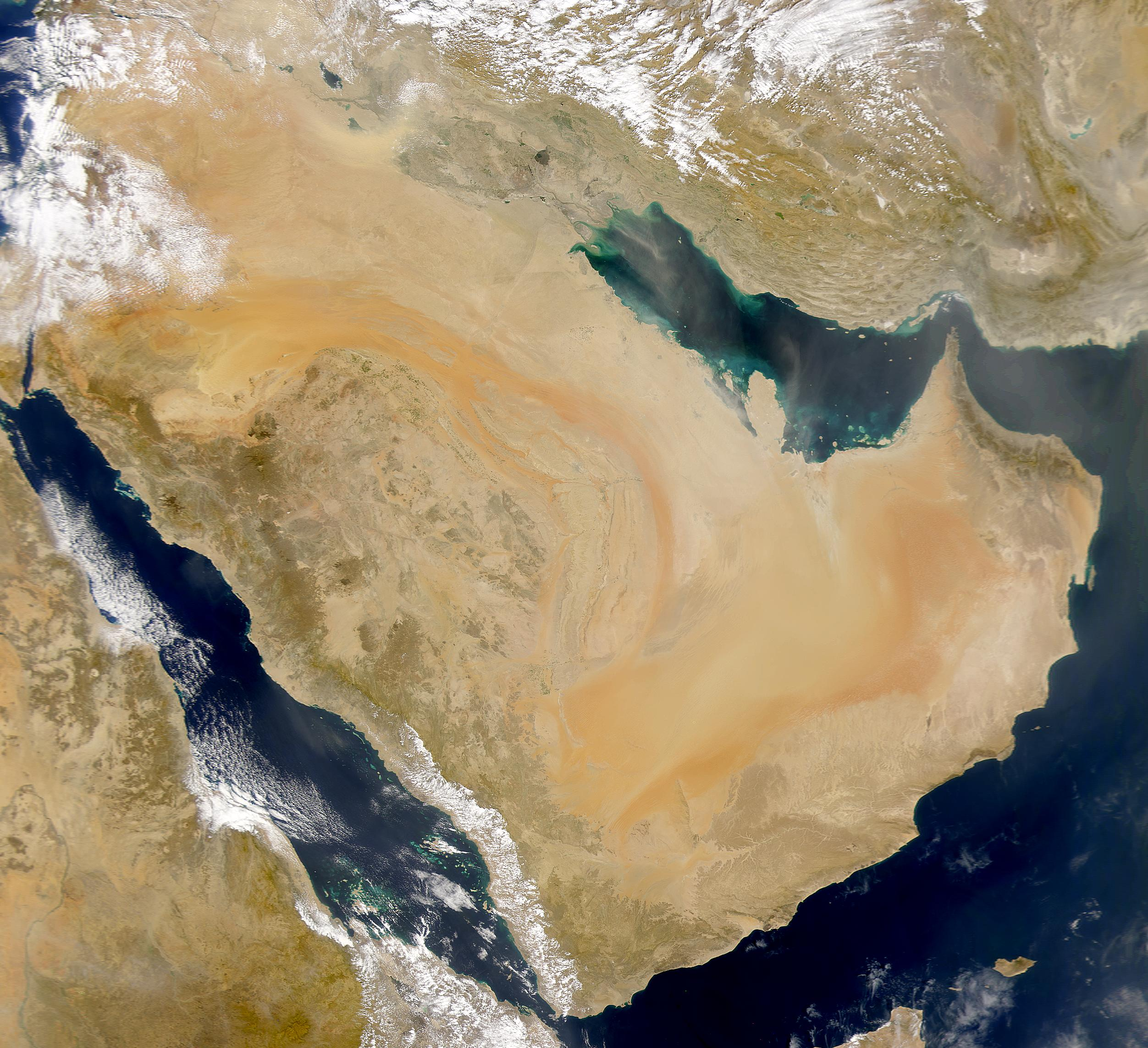
Image satellitaire de la péninsule arabique.

- Anatolie (en Turquie)
- Arabie
- Péninsule de Bataan
- Péninsule de Bōsō
- Péninsule Chipounski
- Péninsule coréenne
- Péninsule Faddeïevski
- Péninsule Govena
- Péninsule de Gydan
- Péninsule Indienne
- Indochine
- Kamtchatka
- Péninsule de Kowloon
- Péninsule de Leizhou
- Péninsule du Liaodong
- Péninsule Malaise
- Péninsule de Minahasa
- Péninsule Mouraviov-Amourski
- Péninsule Qatarienne
- Péninsule du Shandong
- Péninsule de Shimokita
- Péninsule de Shiretoko
- Péninsule de Taman
- Péninsule de Taïmyr
- Péninsule Tchouktche
- Péninsule de Tsugaru
- Péninsule de Yamal

### Europe

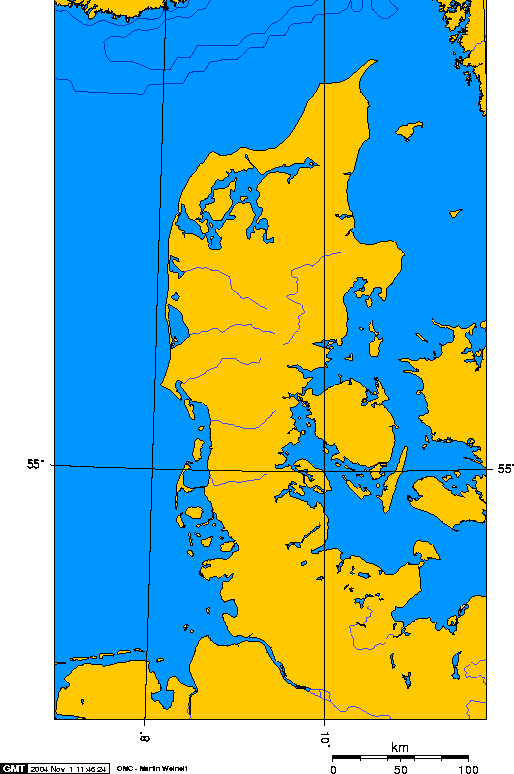
Carte du Jutland.

- Péninsule des Balkans
- Péninsule de Beara
- Bretagne
- Cadix
- Chalcidique
- Cotentin
- Péninsule Criméenne
- Fischland-Darss-Zingst
- Péninsule de Gallipoli
- Gibraltar
- Péninsule de Gower
- Péninsule de Hel
- Péninsule de Hoo
- Péninsule Ibérique
- Istrie
- Péninsule Italienne
- Jutland
- Péninsule de Karpas
- Péninsule de Kola
- Péloponnèse
- Péninsule Scandinave

### Océan Indien
- Péninsule Courbet
- Péninsule Gallieni

### Océanie
- Péninsule Carrarang
- Péninsule de Cobourg
- Péninsule de Coromandel
- Péninsule d'Eyre
- Péninsule de Gazelle
- Péninsule d'Otago
- Whangaparaoa